# Historia del registro del sonido

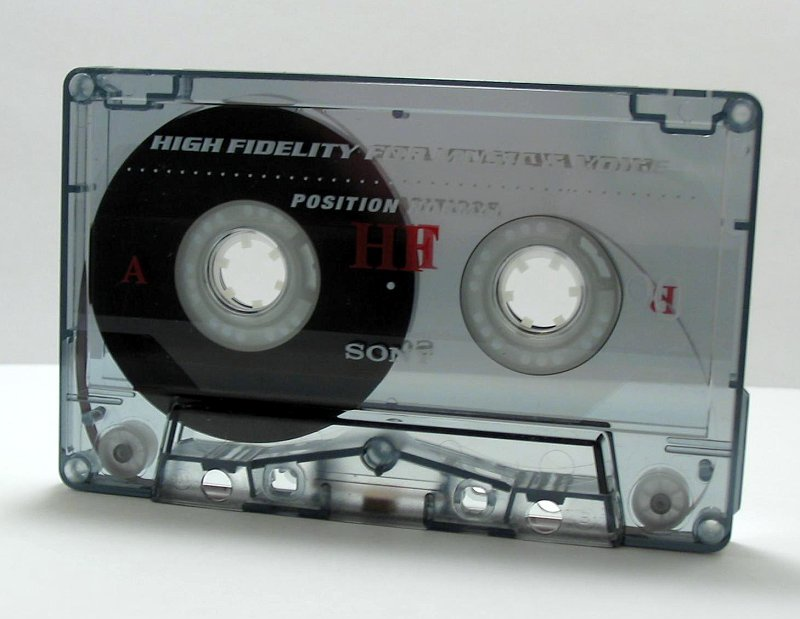
El casete compacto fue uno de los medios más populares para la reproducción y grabación de sonido.

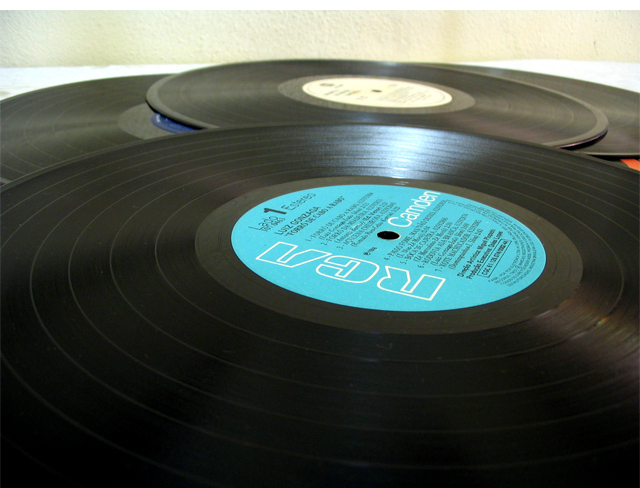
El disco de vinilo es un medio de reproducción de sonido utilizado desde la década de 1950 hasta la actualidad.

La historia del registro del sonido es la crónica de la evolución de los procesos de grabación y reproducción del sonido de forma artificial (generalmente sonido dentro del espectro audible), que ha creado el ser humano. Desde finales del siglo XIX hasta nuestros días, el registro sonoro fue evolucionando al compás de los avances tecnológicos. En las últimas décadas dichos avances permitieron dar pasos agigantados con respecto a factores como calidad, vida útil del soporte y durabilidad del sonido registrado.
La historia de la grabación de sonido, que ha progresado por olas, impulsadas por la invención e introducción comercial de nuevas tecnologías, se pueden dividir en cuatro períodos principales:
- La era acústica o mecánica.
- La era eléctrica (incluyendo el sonido en películas).
- La era magnética.
- La era digital.

El antecedente más remoto aconteció en 1857, cuando Leon Scott patentó el fonoautógrafo, que si bien no era capaz de reproducir lo que registraba, este artefacto es considerado el primero en registrar sonidos en un medio visible. Se sabe que en 1860 se realizó la primera grabación de la que se tenga noticias. En 1877 surgió un adelanto, Thomas Edison creó el fonógrafo, el primer artefacto capaz de grabar y reproducir sonido. Poco después apareció el gramófono, que terminó venciendo al fonógrafo en el mercado a causa de las diversas ventajas que este tenía con respecto al fonógrafo de Edison. A finales de los años 1940 aparece el disco de vinilo, que presentaba la nueva tecnología del microsurco y la nueva velocidad de 33 RPM, logrando una mayor duración y calidad de sonido. Justamente durante los años 1940 se desarrolló el magnetófono de bobina abierta, con el cual se podían hacer grabaciones de larga duración y buena fidelidad, lo que se vio reflejado en su éxito tanto como el uso hogareño como para el profesional, siendo adoptado en la totalidad de estudios de grabación y estaciones de radio. Usando exactamente los mismos principios del magnetófono, Philips en Europa desarrolló el casete compacto con un grandísimo éxito comercial, puesto que era más portátil, económico y pequeño, en comparación con el sistema de cinta abierta. Durante las décadas posteriores se inventaron y comercializaron un sinfín de soportes basados en el casete, como el microcasete, el minicasete, el VHS, el Casete Compacto Digital o el mini DV, entre otros. A lo largo de la historia, una considerable cantidad de formatos se han inventado para ingresar en el mercado discográfico, pero muchos de ellos no han tenido gran éxito comercial.
En 1979 se produjo uno de los inventos más revolucionarios de la historia, el disco compacto o CD. Fue el primer formato digital para audio y con el paso del tiempo terminó desplazando al disco de vinilo y también al casete de audio. En 1986 los científicos Brandenburg, Popp y Grill comenzaron a desarrollar el formato MP3. Años más tarde en 1995 Brandenburg lo usó por primera vez en su propio ordenador, y hoy en día es uno de los formatos más usados para la transferencia de música, muy empleado tanto en los  reproductores autónomos de mp3 como en teléfonos celulares.

## Grabación acústica mecánica

### Fonoautógrafo

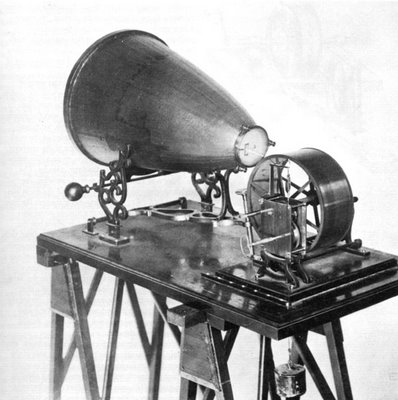
Fonoautógrafo creado por Leon Scott en 1857, que podía grabar sonido pero no reproducirlo.

La primera invención conocida de un dispositivo capaz de grabar sonido fue el fonoautógrafo, invención del francés Leon Scott, patentado el 25 de marzo de 1857. Este podía transcribir sonido a un medio visible, pero no tenía un modo de ser reproducido después.
El aparato consistía de un cuerno o un barril, el cual recogía las ondas sonoras hacia una membrana, a la que estaba atada una cuerda. Cuando llegaba el sonido, ésta vibraba y se movía y el sonido podía grabarse en un medio visible. El fonoautógrafo era considerado como una curiosidad de laboratorio, para el estudio de la acústica. Era usado para determinar la frecuencia de un tono musical, y para estudiar el sonido y el habla. No se entendió hasta después del desarrollo del fonógrafo, que la onda grabada por el fonoautógrafo, era de hecho una grabación del sonido que sólo necesitaba un medio de reproducción adecuado para sonar, y ser escuchada por un usuario.
Un equipo logró tener acceso a las grabaciones del fonoautógrafo de Leon Scott, que estaban guardadas en la oficina de patentes de la Académie des Sciences francesa. Escanearon el papel en relieve, con un sofisticado programa de ordenador desarrollado años antes por la Biblioteca del Congreso de los Estados Unidos. Las ondas del papel fueron traducidas por un ordenador a sonidos audibles y reconocibles. Uno de ellos, creado el 9 de abril de 1860 resultó ser una grabación de 10 segundos (de muy baja fidelidad pero reconocible), de alguien cantando la canción popular francesa "Au Clair de la Lune" en la versión de  Pierrot Répondit. Este "fonoautograma" es la primera grabación de sonido conocida, así como la primera grabación que es, empíricamente, reproducible. Muy anterior a la grabación de un reloj parlante de Frank Lambert y la de un concierto de Georg Friedrich Händel realizada por la Compañía Edison, que datan de dos y tres décadas después, respectivamente.
En el 2008, estudiosos de la historia del sonido estadounidense lograron reproducir por primera vez el sonido grabado por un fonoautógrafo.

### Fonógrafo y gramófono

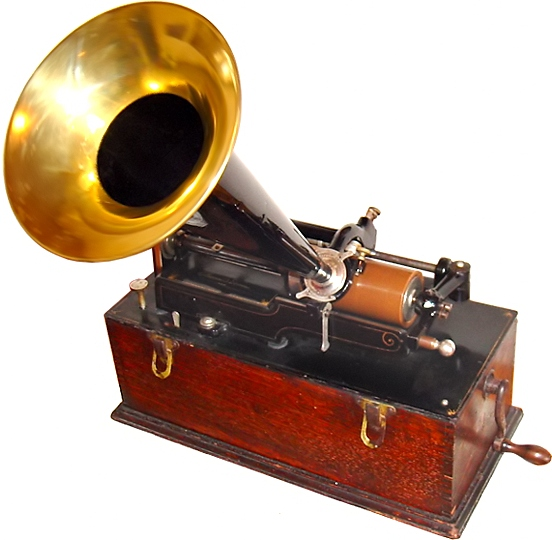
Fonógrafo creado por Thomas Alva Edison en 1877, basado en los principios del fonoautógrafo para grabar y reproducir sonido.

El inventor estadounidense Thomas Alva Edison anunció la invención de su primer fonógrafo el 21 de noviembre de 1877, y mostró su dispositivo por primera vez ocho días después y lo patentó el 19 de febrero de 1878, al poco tiempo patentó el megáfono. Al principio se utilizaron cilindros de cartón recubiertos de papel de estaño, posteriormente se probó con cartón parafinado, para que finalmente aparezca en 1890 el cilindro de cera macizo, que terminó siendo el medio consolidado del invento. El cilindro de cera era de mayor calidad y durabilidad, de allí su éxito comercial.
El fonógrafo utiliza un sistema de grabación mecánica analógica, en el cual las ondas sonoras, que pueden ser producidas por la voz u otros medios, son transformadas en vibraciones y éstas en un surco trazado de forma vertical, al que más tarde se la pasará una aguja y la misma recogerá las vibraciones en el cilindro del fonógrafo. El fonógrafo a diferencia del fonoautógrafo (el cual no podía reproducir sus grabaciones realizadas), fue el primero que pudo, tanto grabar, como reproducir sonidos. Este aparato en un principio era popularmente conocido como "máquina parlante" del inglés talking machine.

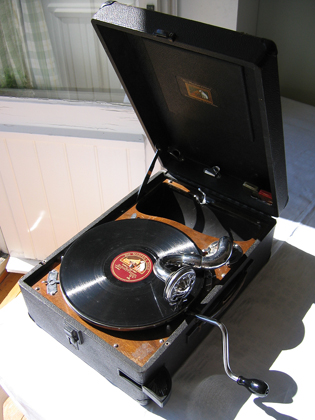
Gramófono creado por Emile Berliner en 1887, adoptando varios conceptos del fonógrafo de Edison, pero cambiando el soporte del cilindro por un disco, además la forma de grabación se producía de forma horizontal, cuando el fonógrafo lo hacía en forma vertical.

Un alemán radicado en los Estados Unidos de nombre Emile Berliner inventó en 1887 y patentó en 1888 el gramófono. Este nuevo artefacto se trataba de un plato giratorio, un brazo, una aguja o púa con una bocina y un motor a cuerda el cual gira a 80 RPM aproximadamente. Al principio los gramófonos usaban motores a cuerda, los cuales no eran capaces de controlar una velocidad constante de 78 RPM, no hasta la llegada de los motores síncronos.
En principio no hubo una velocidad universalmente aceptada, y varias empresas fabricaban discos que funcionaban a diferentes velocidades. Sin embargo las principales compañías discográficas finalmente acordaron un estándar de facto de 78 revoluciones por minuto, aunque la velocidad real difería entre Estados Unidos y la mayoría de países en el mundo como consecuencia del ciclaje en la corriente alterna (en Estados Unidos es de 60 Hz mientras que en la mayoría de los países es de 50 Hz), la velocidad especificada era 78,26 RPM en Estados Unidos y 77,92 RPM en el resto del mundo.
Al principio los discos que vendía la compañía Gramofon de Berliner usaban ebonita (goma endurecida) a lo que ellos denominaron como vulcanite, empleados en una medida experimental de 5 pulgadas. Pero se comercializaron durante un período muy corto, ya que era un soporte experimental. En noviembre de 1894 aparecieron los discos de 7". Sin embargo los discos de goma endurecida no tenían el sonido tal fiel como del fonógrafo y esto producía su baja comercialización.
El sello Columbia Records fue el primero en introducir al mercado discos con ambos lados grabados en Europa. Para 1923 grabar en ambos lados del disco se estableció como norma tanto en Estados Unidos como en Europa.
El gramófono acabó imponiéndose sobre el fonógrafo, por el menor coste de producción de las grabaciones destinadas a este dispositivo, dado que a partir de un único molde original podían realizarse miles de copias. Mientras que para grabar cilindros en masa se necesitaban varios fonógrafos grabando los cilindros. También el mecanismo del gramófono era más sencillo, barato y tenía mayor duración, por esas razones este permaneció y desplazó al fonógrafo. Sin embargo el fonógrafo tuvo por algún tiempo una gran ventaja con respecto al gramófono, el usuario podía realizar grabaciones caseras, hecho que recién se pudo hacer realidad de nuevo con los magnetofones de alambre y más tarde los magnetofones de cinta, este último con gran éxito comercial.
El gramófono utiliza un sistema de grabación mecánica analógica igual que el fonógrafo. En el cual las ondas sonoras son transformadas en vibraciones mecánicas, que hacen mover una púa la cual traza surcos que conforman una espiral sobre la superficie de un disco metálico, que ha sido tratado químicamente. En forma inversa, al recorrer el surco de un disco con una púa, se generan vibraciones mecánicas las cuales se transforman en sonido que es emitido por la bocina. Si bien el principio de la grabación era el mismo, la forma de grabación difiere en algo: el fonógrafo realizaba los surcos de forma vertical (de forma arriba/abajo) cuando el gramófono hacía lo propio de manera horizontal (de forma izquierda/derecha).
El formato de 33 RPM apareció recién en 1929. Al reducir la velocidad dotaba al disco de mayor duración. En su momento este nuevo formato tuvo poca difusión debido a la depresión de 1929. En 1945 se desarrolló el microsurco, de esa manera es posible achicar el surco de un disco del mismo tamaño, introduciendo más surcos por milímetro, aunque a partir de este momento se comercializaron con el tamaño de doce pulgadas. Los discos ahora tienen diez surcos por cada milímetro, gracias al microsurco y a la velocidad de 33 RPM, los ahora llamados discos de vinilo alcanzan los cuarenta minutos de duración y una buena fidelidad.
Aproximadamente por 1934, aparecieron los discos de acetato, estos permitían una grabación rápida, la cual no necesitaría ningún tratamiento químico. Su principal inconveniente era que solo duraban cinco o seis reproducciones.
En los Estados Unidos se dio por obsoleto el antiguo formato de 78 RPM en 1959. Este formato tardó treinta años en ser vencido por el 33 RPM. El problema había sido que dicho formato se había desarrollado en la época de la crisis del 1929, las complicaciones económicas del momento dificultaban la compra de nuevos equipos para la reproducción de estos discos por parte de la gente, a su vez era difícil la manufactura de estos aparatos y la compra de los artefactos era muy costosa.

## Grabación eléctrica
En 1925 los discos se empezaron a grabar de forma eléctrica, sustituyendo al sistema mecánico vigente hasta el momento.

### Tocadiscos

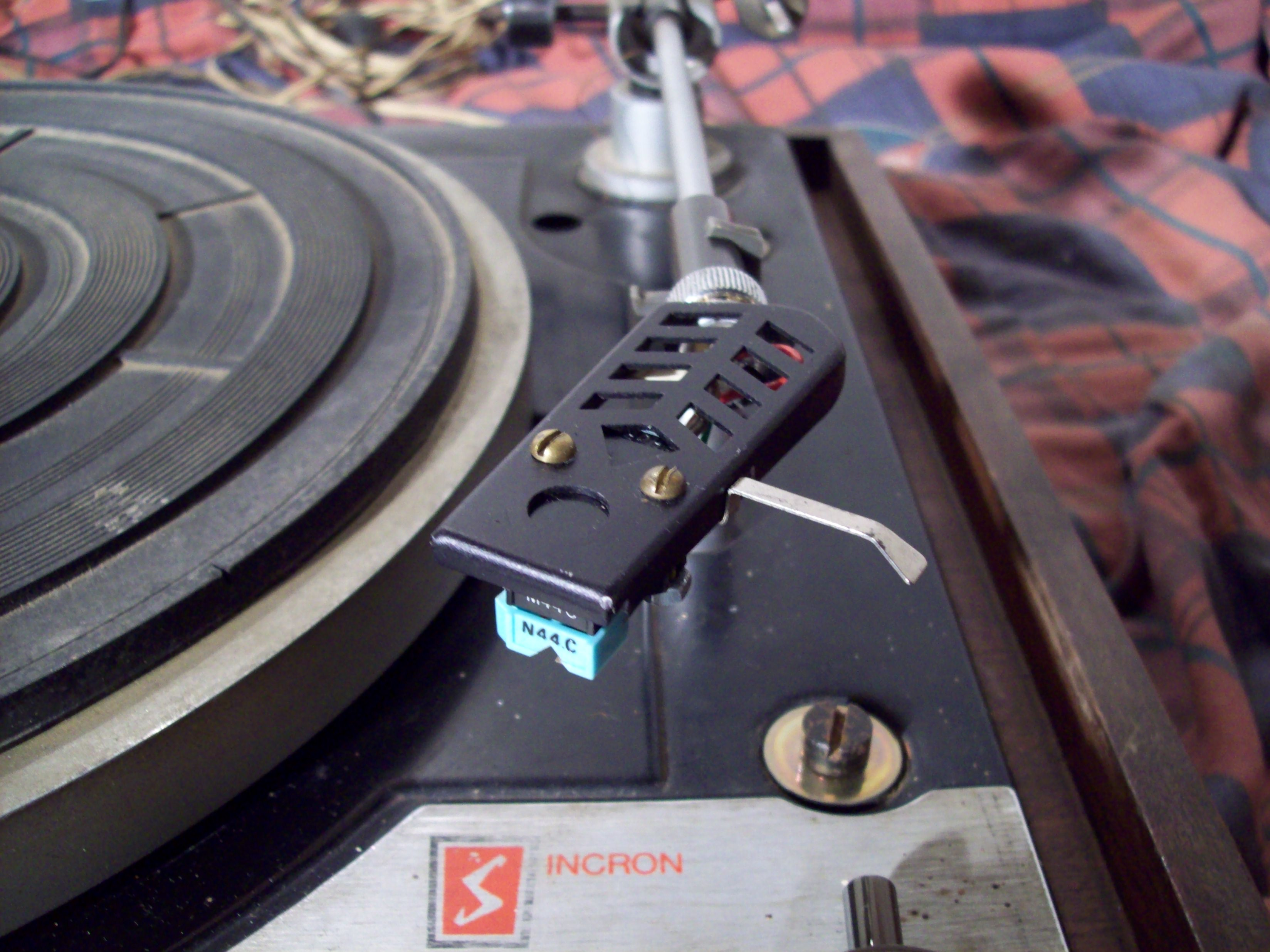
Brazo fonocaptor de un tocadiscos, a diferencia del gramófono, el tocadiscos era enteramente eléctrico, tanto para captar el sonido grabado en el disco como para hacer girar el plato.

El tocadiscos apareció por primera vez en 1925, cuando aparecen los primeros amplificadores a válvulas termoiónicas. El tocadiscos está constituido por un plato giradiscos que rotaba por tracción eléctrica, y un brazo cuya punta está dotada de una púa o aguja que es sensible a las vibraciones producidas cuando ella recorre el surco del vinilo. 
Las vibraciones de dicha púa se transforman en una señal eléctrica mediante la cápsula, en principio utilizando efecto piezoeléctrico en las llamadas cápsulas cerámicas, y más tarde mediante cápsula magnética que con una bobina e imán, entregaba una señal más débil pero de mayor fidelidad.  
La salida de la cápsula va a un amplificador, el cual transmitirá los datos registrados en el disco. Las cápsulas magnéticas necesitaban de un preamplificador adicional. Además de reproducir los discos de forma eléctrica y no electroacústica, la reproducción eléctrica de los discos traía muchas ventajas: poder tener el control de volumen de la reproducción, manejar los sonidos graves y agudos, ahora el plato gira constantemente a 33 RPM lograba mejor calidad, evitándose el efecto lloro.
El sello estadounidense RCA Victor publicó los primeros sencillos en febrero de 1949 con una velocidad distinta, 45 RPM y en discos de 7" de diámetro. Además los nuevos discos tenían un agujero en el centro más grande, para obligar al usuario a tener que comprar tocadiscos con este nuevo sistema. Unos meses después el 4 de abril del citado año Capitol Records comenzó a publicar sus sencillos, también en 45 RPM.
Este artefacto se convertiría en el sistema reproductor de sonido más longevo que se utiliza en la actualidad. Por 1950 aparecen los llamados "combinados", generalmente tocadiscos con radio. En 1958 se empezaron a publicar los primeros discos en estéreo.

### Medios para el registro

#### Transductores
Un factor elemental para el registro del sonido son los transductores electroacústicos, aunque en la época de los fonógrafos y gramófonos aún no eran muy requeridos por el medio, ya que estos aparatos eran acústicos. No obstante, los transductores si eran requeridos en el campo de la radiodifusión y de la telefonía. Precisamente en este último campo Alexander Graham Bell patentó en 1876 el primer equipo para transmitir sonido de un sitio a otro, el teléfono. Gracias a este invento se lograron importantes avances en micrófonos y parlantes. La Bell Telephone Company había adquirido los prototipos y la patente del micrófono del alemán Emile Berliner. Otro alemán Ernst Siemens, en 1877 patentó el primer altavoz, al año siguiente fue inventado el micrófono de carbón por David Edgard Hughes. En 1970 Juan Bertagni invento el plano sonoro, un nuevo tipo de parlante que además de ser más compacto que los tradicionales, permitía un sonido más omidireccional.

#### Válvulas termoiónicas
Con el surgimiento de las válvula termoiónicas por Lee De Forest en 1904, fue posible amplificar las débiles señales provenientes de los micrófonos de ese entonces, además de tener el control del volumen a reproducir, como también el control de grabación. Ahora a los gramófonos se les podía incorporar un amplificador valvular para poder escuchar música. También se podían amplificar las señales de una radio de galena. El medio de amplificación valvular fue el dominante en el registro y reproducción del sonido durante muchas décadas, fue sustituido únicamente por los transistores.

#### Transistores

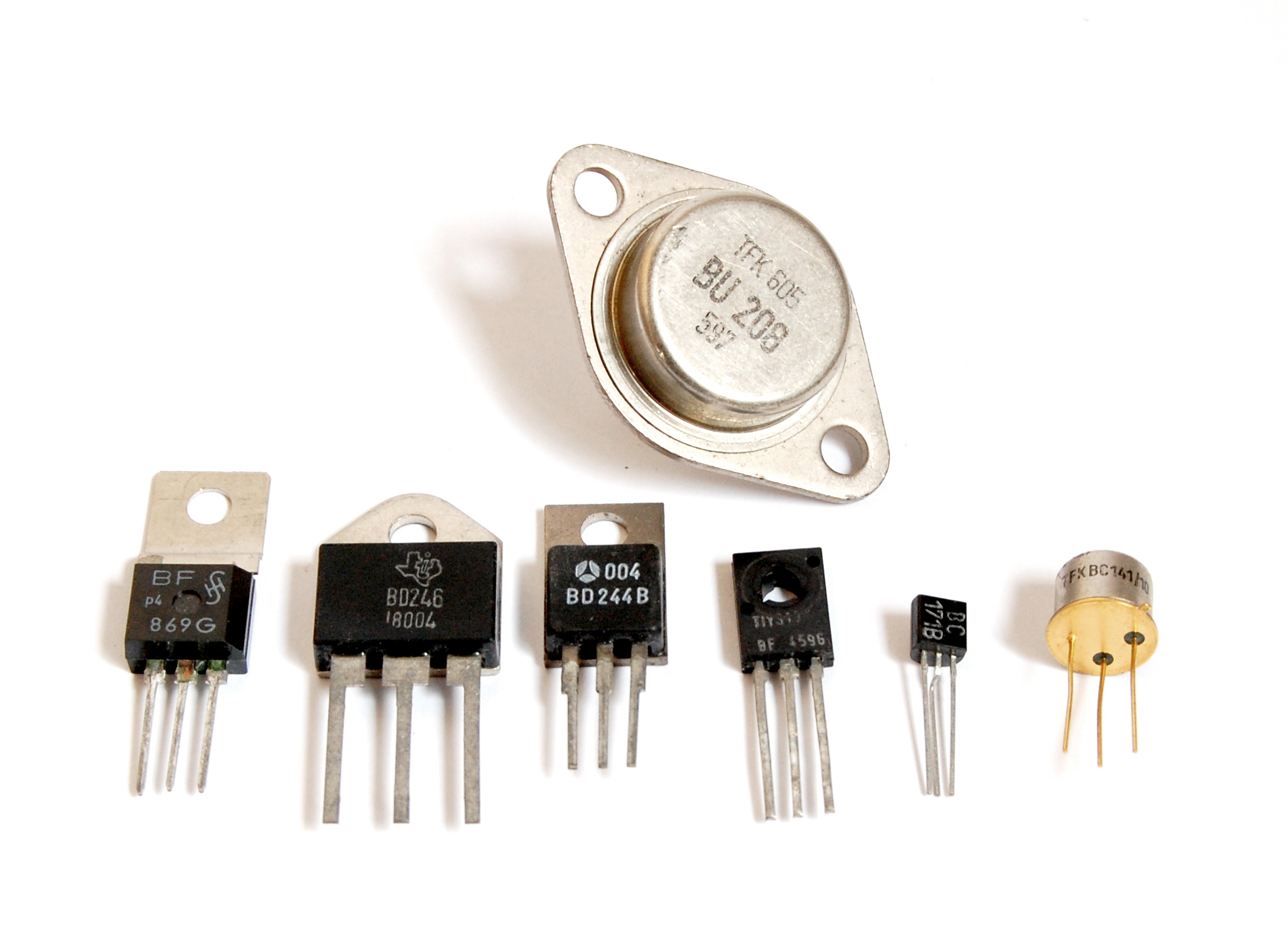
Los transistores significaron una revolución tecnológica en prácticamente todos los aspectos.

Un gran avance en el campo de la electrónica y por ello en el registro del sonido también fue la invención del transistor en 1947, desarrollado en los Laboratorios Bell de Estados Unidos. Si bien tuvieron que transcurrir varios años para empezar a implementarlo en este campo, posteriormente sería un elemento indispensable y daría lugar a una revolución tecnológica.

## Grabación magnética
Cuando Thomas Edison patentó el fonógrafo en 1878, el sistema de grabación magnético se empezaba a gestar. Siendo Oberlin Smith el primero en realizar experimentos con el registro magnético. Comenzó a grabar conversaciones de teléfono en una cuerda de piano. Este proyecto quedó estancado, ya que la tecnología electrónica no estaba lo suficiente desarrollada como para amplificar las débiles corrientes que producían el campo magnético grabado.

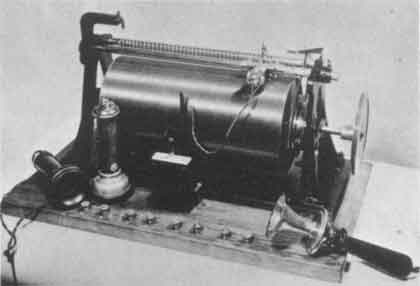
Telegráfono inventado por Oberlin Smith y perfeccionado por Valdemar Poulsen.

Sin embargo Smith siguió experimentando con un artefacto parecido al fonógrafo, llamado telegráfono. Smith publicó en 1888 un artículo relacionado con esto en la revista The Electrical World, el apartado se titulaba: "Algunas posibles aplicaciones del fonógrafo. Proyecto para utilizar bandas de tela que contengan limaduras de hierro", se estaba refiriendo a la investigación del magnetofón de alambre. En la revista publicó una idea similar a la de grabar sonido en alambre, era la de grabar el sonido por un alambre enrollado en un cilindro con un electroimán, el cual estaba conectado a un micrófono de carbón con una batería, todo este conjunto estaba en un circuito en serie. El funcionamiento era similar al del fonógrafo, pero éste era más eléctrico que acústico. Las oscilaciones eléctricas del micrófono, que son provocadas por la diferencia potencial de la batería, hacen que el electroimán genere campos magnéticos que son grabados en el alambre enrollado en el cilindro. El telegráfono fue perfeccionado por el inventor danés Valdemar Poulsen quién lo patentó (USA 661-619), el invento fue expuesto durante la Exposición Universal de París de 1900, lo que despertó la curiosidad en los visitantes.
Poulsen perfeccionó ese invento en 1903 al introducirle la polarización por campo continuo (patente USA 873-083). Sin embargo este invento pasó inadvertido, ya que el público se había adaptado a los discos gramofónicos. Como consecuencia, el registro magnético cayó al olvido, siendo un claro exponente la quiebra de American Telegraphone Company. A pesar de todo esto, los laboratorios siguieron experimentando con el registro magnético, en Estados Unidos los físicos, Carlson y Carpenter, proyectaron utilizar el procedimiento magnético a alta velocidad, y así descubrieron la polarización magnética por campo alterno de alta frecuencia, este invento fue patentado en agosto de 1927 (1.640.881 Radio Telegraph System).

### Magnetófono de alambre

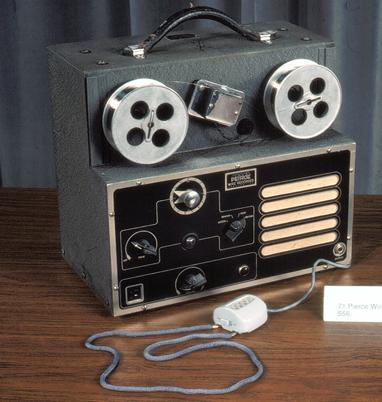
El magnetofón de alambre fue el resultado del experimento con el telegráfono, una idea principalmente de Oberlin Smith. Más tarde el magnetofón de cinta usaría varios principios de este artefacto.

En 1911, con un simple invento de Lee DeForest, el tubo Audión (más tarde desarrollado y conocido como Triodo), fue posible amplificar estos campos magnéticos y hacer realidad el magnetofón de alambre, el primer sistema magnético de audio.
No fue hasta 1930 que se pudo crear un grabador de alambre con suficiente fidelidad para lanzarlo al mercado. Antes de comenzar la Segunda Guerra Mundial —y durante el proceso bélico— los aliados usaron los grabadores de alambre, también hacían grabaciones en pasta, Shellac, acetato o goma laca a 78 RPM. La posibilidad de regrabar el alambre, hacía que este tipo de máquina fuese un dispositivo importante a la hora de enviar mensajes. Inicialmente la grabadora se utilizó para registrar el alfabeto Morse ya que los equipos eran capaces de reproducir únicamente estados de "magnetismo" y "nomagnetismo", luego fue posible grabar sonidos más complejos. Las versiones militares fabricaban el alambre con material antioxidante, particularmente añadiendo cromo, pero las versiones civiles no, y por ello en poco tiempo el óxido se encargaba de destruirlas. Era un problema de costos y de competencia la grabadora de cinta ya estaba en el mercado para uso comercial. Aunque el alambre solía enredarse y romperse la manera más inmediata de repararlo era simplemente anudándolo, aunque debía ser de una forma particular esto era imposible de hacer con las cintas de grabación modernas.
En Alemania Occidental Monske & Co Gmbh produjo una serie de grabadores de alambre en miniatura portátiles, la primera de ellas, el modelo Mi 51 se lanzó al mercado en 1951 en una época en la que los transistores aún no estaban disponibles y toda la electrónica de consumo civil estaba basada en válvulas. El modelo Mi-51 funciona solo con baterías, haciéndolo un dispositivo verdaderamente portátil. Tenía una capacidad de grabación aproximada de 2,5 horas sin cambiar las pilas. El modelo Mi-51 estuvo en producción desde 1951 hasta 1955, cuando fue reemplazado por el modelo P-55.

### Magnetófono de bobina abierta

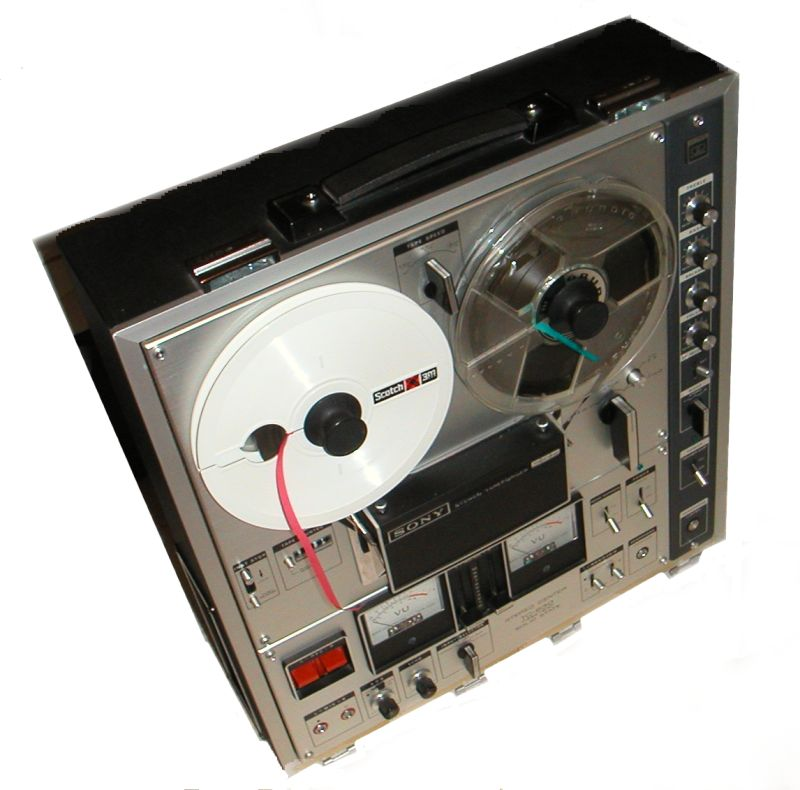
El grabador de cinta magnética es hijo del grabador de alambre por su funcionamiento básico. Se popularizó por su gran fidelidad y duración.

En 1928 el alemán Fritz Pfleumer solicitó una patente similar en cuanto al principio del grabador de alambre. Este utiliza tiras de papel o material plástico recubiertas en sustancias polvorientas.
Una de las primeras máquinas industriales basada en los principios de Poulsen fue construida por el alemán Stille quien fundó la compañía Telegraphone Patent Syndikat. El soporte empleado era hilo de acero al cobalto de 0,2 mm que se desplazaba a una velocidad de 1,2 m/s polarizado por campo continuo. Pero esta máquina ofrecía resultados muy pobres, mucha distorsión además de importante ruido de fondo.
En 1930 AEG (Allgemeine Elektrizitäts Gesellschaft) en Berlín, decidió iniciar el desarrollo de la máquina magnetófono, basado en los principios de Fritz Pfleumer, y en 1932 éste otorgó los derechos para su uso por parte de AEG. La empresa alemana comercializó los primeros magnetófonos de alambre en 1933. Ellos querían desechar las cintas de papel recubiertas de óxido de metal porque se deterioraban con gran rapidez, por ello, se asoció con la firma química alemana IG Fabenindustrie (IG Farben), filial de la multinacional química alemana BASF (Badische Anilin Und Soda Fabrik), para desarrollar una cinta conveniente. Estas cintas plásticas eran mucho más ligeras que las anteriores de metal sólido, lo que permitió que se fabricaran magnetófonos más pequeños y menos costosos. La cinta constaba de una lámina de acetato de celulosa como material de soporte, recubierto con una laca de óxido de hierro (Fe3O4) como pigmento magnético y acetato de celulosa como aglutinante. La empresa BASF en 1934, ya había producido unos 50 000 metros de este nuevo tipo de cinta.
El magnetófono modelo K1 hecho por Telefunken AEG y la cinta magnética manufacturada por BASF fueron presentados al público por primera vez en 1935, en la Exposición Radiotécnica de Berlín. En 1936 el Juzgado de Alemania canceló la patente de Pfleumer, puesto que su idea de recubrir una cinta con polvo de hierro ya se había patentado por Valdemar Poulsen en 1898 y 1899, por lo que Poulsen se destaca como el inventor de la grabación magnética. El magnetófono K1 fue el primer modelo en sustituir el alambre de acero por la cinta de acetato de celulosa. Al año siguiente los ingenieros de BASF registraron la Sinfonía n.º 39 de Wolfgang Amadeus Mozart, durante una visita a Alemania de la Orquesta Filarmónica de Londres, con buenos resultados en la grabación.
Paralelamente el 23 de noviembre de 1934 un inventor argentino, Fernando Crudo, patentó el fotoliptófono, un sistema de registro sonoro que graba y reproduce sonido en papel imprenta, con la intención de facilitar a muy bajo costo el acceso del gran público a la música reproducida. Este invento fue el primero del tipo óptico analógico. El invento fue presentado en varias ciudades de Europa, despertando gran interés en lugares como Londres.
La compañía inglesa Marconi se fusionó con Stille, lo que generó la creación de Marconi-Stille en 1934, destinado a BBC. A finales de 1930 los magnetófonos fueron empleados por emisoras alemanas para grabar con anterioridad sus programas, evitando así los posibles errores de la transmisión en directo, anticipándose a la tendencia actual de la transmisión diferida de programas. La aparición del magnetófono supuso una auténtica revolución técnica en el ámbito de la radiodifusión pues permitía además de la captación de los sonidos, su inmediata reproducción. Su aparato consistía en un grabador de cinta de acero de un ancho de 3 mm con un espesor de 0,08 mm a una velocidad de arrastre de 1,5 m/s por delante de tres cabezales, de borrado, registro y reproducción. En este equipo los circuitos amplificadores de registro y lectura están constituidos por circuitos correctores, dando una notable mejoría.

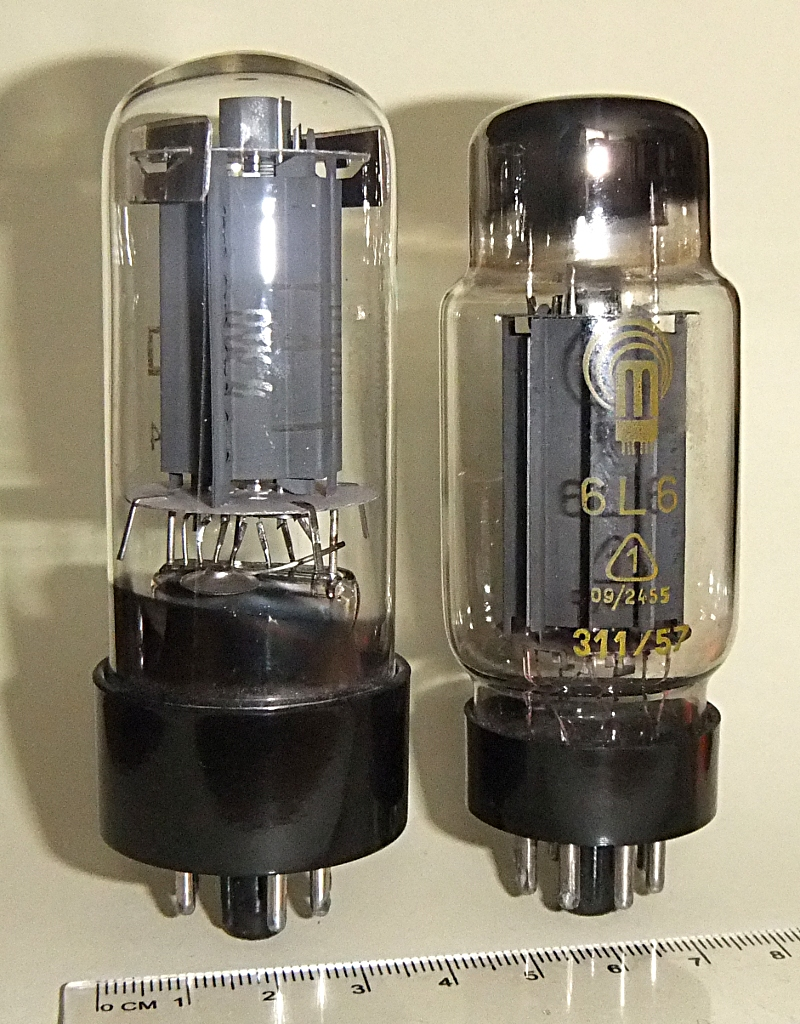
Válvulas termoiónicas.

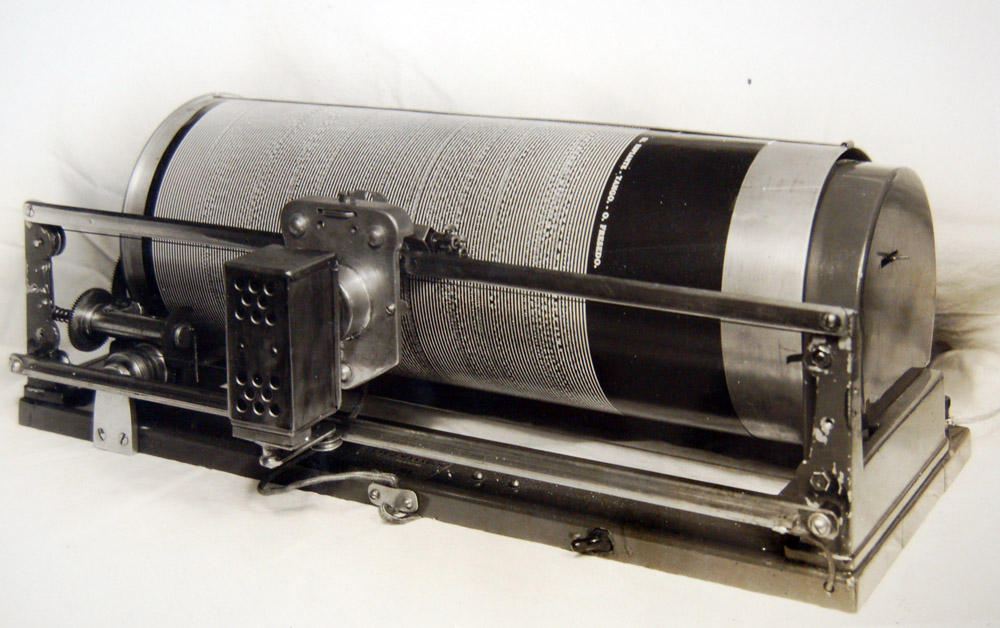
El fotoliptófono, invento argentino óptico analógico.

La empresa BASF hizo la primera grabación pública usando el magnetófono AEG de cinta magnética en 1936, en un concierto de la Orquesta Filarmónica de Londres durante una visita a Alemania. La grabación tuvo lugar en el propio salón de conciertos de la empresa BASF en Ludwigshafen, el 19 de noviembre de 1936. Sir Thomas Beecham dirigía la orquesta que interpretaba la Sinfonía n.º 39 de Wolfgang Amadeus Mozart, los resultados fueron decepcionantes debido a la baja calidad de este nuevo artefacto, AEG tuvo que hacer modificaciones y mejorar su artefacto para solucionar estos inconvenientes.
En 1941 se obtuvieron mejorías en la relación tanto de señal como en la reducción de ruido y distorsiones, se logró utilizando campos alternos de alta frecuencia para la fase de borrado y la polarización magnética del medio de registro. Y a partir del citado año se fueron desarrollando diferentes procedimientos magnéticos en todos los campos de información, grabaciones sonoras, memorias magnéticas, registro de imagen y sonido, cadenas de medición y automatismos de manutención. Los primeros magnetófonos de aficionados o para uso hogareño aparecieron en 1950, y eran de bobina de cinta abierta. El modelo comercial de magnetófono más difundido fue el célebre Revox. También aparecieron los magnetófonos para estudios discográficos, mediante los cuales se eliminó el proceso de grabación directa de audio sobre discos de acetato (consistían en una base de aluminio con cobertura de laca negra), o de cera rígida. Este proceso, aseguró una mejor calidad sonora, como lo demuestran las reediciones de materiales de audio de esa época en soportes digitales actuales.
Para principios de los años 1950, Bing Crosby Enterprises se convirtió en el único distribuidor de grabadoras Ampex en todo el mundo, y ABC se convirtió en su primer cliente, con la compra de doce máquinas por 5200 dólares cada una, a ellos le siguieron NBC, CBS, Mutual, Capitol Records, Columbia Records, RCA Víctor y Decca. En 1950, las ventas de grabadoras de alambre y cinta ascendieron a 110 000, en 1951 de 100 000, en 1952 ya con los grabadores de alambre prácticamente fuera de escena las ventas fueron de 150 000 unidades. En 1953 se vendieron 200 000 máquinas, mientras que al año siguiente las ventas subieron en veinticinco mil unidades más, y para 1955, año del nacimiento del rock and roll se vendieron 360 000. Precisamente la revolución del rock and roll coincidió también con el estallido de la alta fidelidad, experimentada por los Laboratorios Bell desde la década de los años 1930 con el sonido estéreo, separado en dos canales. En 1948 había aparecido el primer disco de vinilo que giraba a 33 RPM y almacenaba en sus microsurcos más de 20 minutos de música, desterrando al disco de 78 RPM. La empresa 3M Scotch comenzó a comercializar con éxito las cintas magnéticas de grabación, y la grabadora de bobina se convertiría en un electrodoméstico más a partir de 1951. Tres años más tarde, se puso a la venta el primer aparato de radio portátil.

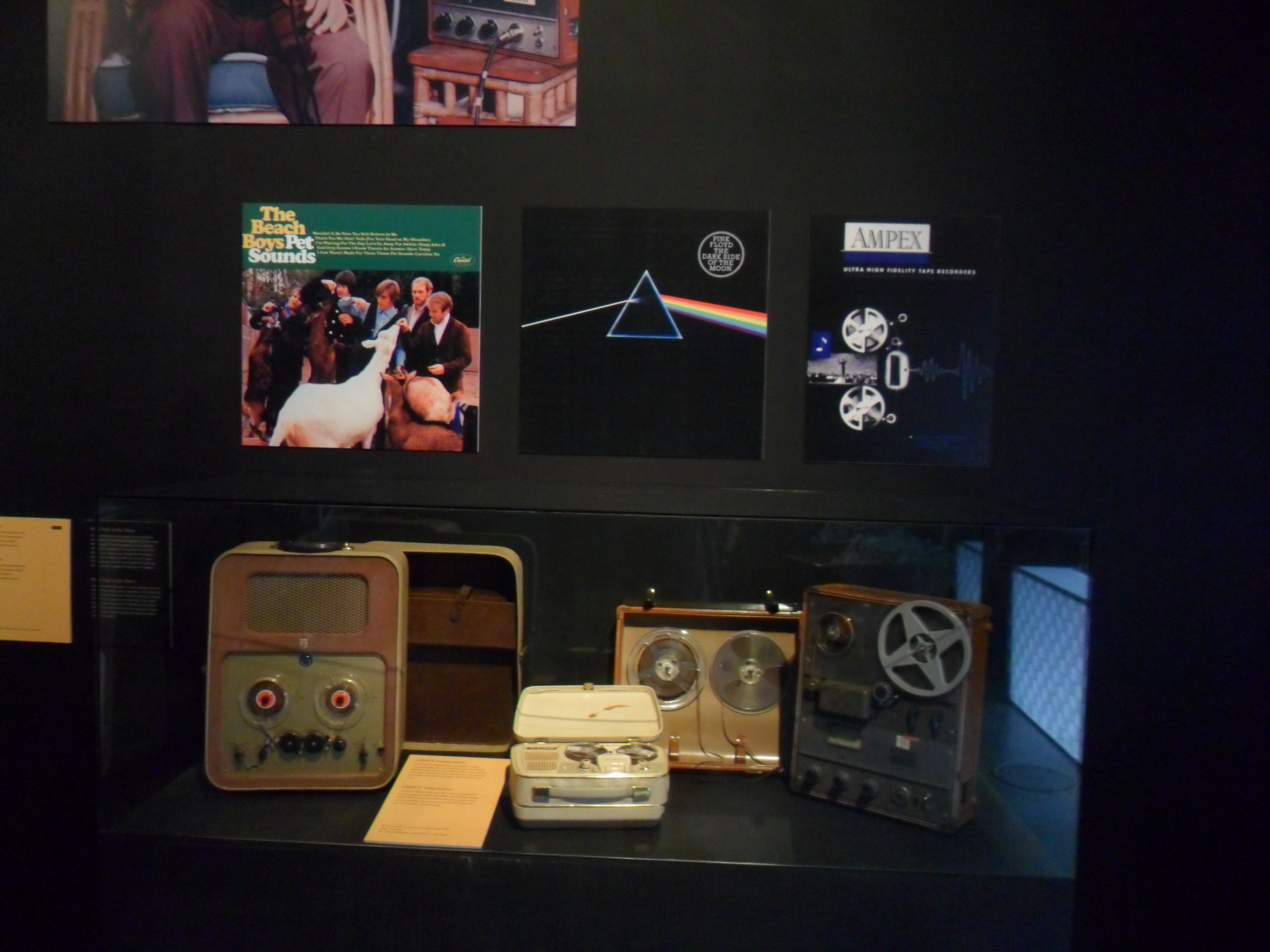
Pet Sounds de The Beach Boys (producido por Brian Wilson) expuesto en la muestra "Atrapando el Sonido" de la Fundación Telefónica en Argentina, por su contribución al sonido grabado.

El registro magnético en cinta transformó la industria de la grabación, y para finales de la década de 1950 la gran mayoría de las grabaciones comerciales estaban siendo masterizadas en cinta. Una de las primeras grabaciones multipista de las que se conoce hoy en día fue la canción "How High the Moon" de Les Paul, en la que Paul tocaba ocho pistas de guitarra sobregrabadas. En la década de 1960 Brian Wilson de The Beach Boys, Frank Zappa y The Beatles (con el productor George Martin) fueron algunos de los primeros artistas populares en explorar las posibilidades de las técnicas multipista y efectos sonoros en sus álbumes emblemáticos Pet Sounds, Freak Out! y Sgt. Pepper’s Lonely Hearts Club Band respectivamente.
Los grabadores de cinta fabricados masivamente para el hogar incorporaban dos mejoras fundamentales creadas en Alemania y mantenidas en secreto 
durante la Segunda Guerra: El bias de alta frecuencia, inventado por Weber en 1940, que reduce la distorsión y el ruido. Es una onda sinusoidal de entre 45 kHz y 120 kHz sumada a la cabeza grabadora y de mucha más intensidad que la señal de audio. Las cabezas magnéticas estéreo de anillo, inventadas por Eduard Shuller en 1938, que permitieron el registro de altas frecuencias y redujeron las ondulaciones en las frecuencias más  bajas, lo que permitió lograr un campo magnético muy angosto que se proyecta al interior de la cinta mejorando la respuesta en altas frecuencias.
La tecnología de los sistemas de transporte también fue mejorando progresivamente incorporando motores controlados por corriente continua con 
velocidad regulada electrónicamente mediante un disco perforado que genera ópticamente una frecuencia proporcional a la velocidad  que 
es comparada con una frecuencia patrón de cristal. Asimismo en las máquinas profesionales también se usan motores en los 
carretes para obtener tensión constante en las cintas magnéticas y un rápido rebobinado.

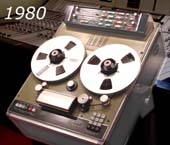
Solidyne GMS200 grabador analógico de cinta abierta fabricado en Argentina 1980–1990.

A partir de 1980 los grabadores de cinta abierta profesionales de tres cabezas con tres motores y mecanismo de transporte de control electrónico alcanzaron un alto grado de perfección técnica, gracias a grandes mejoras con respecto a sus niveles de calidad de sonido, que permitieron grabar y masterizar temas musicales destinados a ser distribuidos en formato digital de disco compacto (CD). Estos equipos de alta performance, para uso profesional, fueron fabricados en unos pocos países como Estados Unidos, Alemania, Suiza, Japón y Argentina, único país latinoamericano en fabricar este tipo de máquinas avanzadas con mecánica de alta precisión. El sistema de transporte del GMS 200 tenía un localizador de posición que permitía introducir en un teclado el punto deseado en minutos-segundos y localizarlo con precisión. Los servomotores, fabricados en Argentina, permitían lograr velocidades de hasta 100 km/h para acortar los tiempos de búsqueda. Este grabador fue diseñado y fabricado en Solidyne, una pequeña empresa privada y poseía un computador para ajustar automáticamente la corriente exacta de bias para mínima distorsión, y modificar la ecualización en 20 kHz para optimizar la calidad sonora de cada rollo de cinta y la total planicidad de respuesta entre 20 a 20.000 Hz. Fue fabricado entre 1980 hasta 1990

### Cartucho de ocho pistas

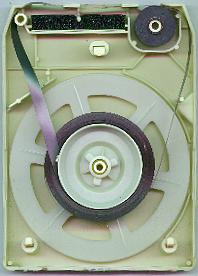
Interior de un cartucho de 8-pistas.

El desarrollo tecnológico del cartucho de 8 pistas data de finales de la década de 1950 y su lanzamiento comercial fue a mediados de los años 1960, el éxito del formato se produjo rápidamente. Consiste en una caja plástica con una cinta cuyo ancho era un cuarto de pulgada (como la cinta de un magnetófono de bobina abierta), pero que a diferencia del casete convencional esta se trataba de una cinta sin fin. Este nuevo tipo de casete tenía la gran ventaja de estar dotada de ocho pistas, cuando un casete tiene cuatro (dos por lado), además la cinta circulaba a mayor velocidad. Otra gran diferencia con respecto al casete compacto era que el rodillo de goma que estabilizaba la velocidad de arrastre, se encontraba dentro del cartucho. Comenzó siendo un formato para escuchar música en el automóvil, pronto se empleó para el uso personal o en clubes nocturnos. Pero el formato vio su declive a mediados de la década de 1970 siendo retirados del mercado en el año 1982.

### Casete compacto

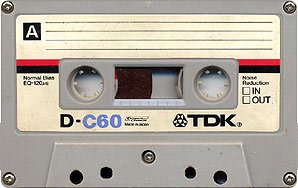
El casete fue creado con el objetivo de reducir el tamaño tanto de las cintas como de los magnetofones. Sin embargo, esto provocó menor calidad de sonido.

La empresa Philips asentada en Europa introdujo el casete compacto en el año 1963. Al año siguiente entró en los Estados Unidos bajo marca registrada con el nombre de Compact Casette, con la idea de reducir el tamaño tanto de los magnetófonos como de las cintas. El casete es una caja plástica lo más cerrada posible para que no entre polvo en la cinta magnética, con un carrete de unos 100 metros (depende de la duración) de cinta plástica recubierta en óxido férrico u óxido de cromo, el otro carrete es el receptor de la cinta que circula. El ancho de la cinta es de 1/8 de pulgada.
No obstante, tanto la reducción del ancho de la cinta como su velocidad produjo que el casete perdiera fidelidad con respecto al magnetófono. El mayor problema por la reducción de la velocidad es el ruido blanco y los agudos en general. En la cinta están disponibles dos pares de pistas estereofónicas, uno por cada cara (una cara se reproduce cuando el casete se inserta con sus revestimientos laterales de cara A para arriba y la otra cuando se le da la vuelta para reproducir la cara B). Sin embargo, éste había sido inicialmente diseñado para dictado y uso portátil; y la calidad de los primeros reproductores no era adecuada para la música. Además, los primeros modelos venían con fallos de diseño mecánico. En 1965 aparecen los casetes vírgenes comercializados por Maxell. A finales de los años 1970 Maxell y TDK se repartían el mercado de las cintas vírgenes. En 1980 apareció la cinta de metal (o tipo IV) de mayor calidad, y las compañías discográficas empezaron a lanzar simultáneamente los Long Play y las cintas de casete.
Advent Corporation produjo en 1971 el modelo 201 que trajo una opción de reducción de ruidos llamada Dolby tipo B para una cinta de dióxido de cromo (CrO2). El resultado fue un formato apto para la música y el comienzo de los reproductores de alta fidelidad. Durante los años 1980 la popularidad del casete creció más como resultado de las grabadoras portátiles de bolsillo y los reproductores HI-FI, como el Walkman de Sony, cuyo tamaño no era mucho mayor que el del propio casete. El casete de audio ha servido de inspiración para otros inventos como el VHS, el Casete Compacto Digital, el mini DV, el microcasete, el minicassette, u otros que básicamente consistan en una caja plástica con dos carretes y una cinta magnética.

## Grabación digital

### La evolución hacia la grabación digital del sonido
La posibilidad teórica de convertir a formato digital una señal de audio era conocida desde antes de 1950 pero su realización práctica aparece a fines de esa década y recién en 1962 es empleada comercialmente en sistemas de telefonía cuando Bell System lanza al mercado la tecnología portadora T1 con digitalización en 8 bits. Esto permitía una calidad telefónica hasta 3400 Hz con reducido rango dinámico. Para lograr una conversión con un mayor rango dinámico hacen falta al menos 16 bits para obtener mayor calidad de audio digital, dado que el rango dinámico en decibeles está dado por RD = 6 b + 1,76 dB, siendo "b" la cantidad de bits. Por lo tanto para los discos compactos se optó por emplear 16 bits, es decir unos 98 dB de rango dinámico teórico, lo cual es más que suficiente para fines comerciales y distribución de temas musicales. Sin embargo posteriores estudios determinaron que 16 bits eran insuficientes para grabación profesional de sonido. Por ese motivo posterior al CD de 16 bits, se consideró que tanto en las consolas de audio como en los sistemas de registro de sonido para fines profesionales (estudios de grabación o estaciones de radio) debía operarse con 24 bits que actualmente es el estándar actual de alta calidad.
Desde 1970 en pleno florecimiento de la grabación magnética analógica, algunos investigadores comenzaron a pensar que las grabadoras y reproductoras que se empleaban en estudios de radio y grabación debían ser reemplazadas por medios digitales. Pues los CD solamente eran una tecnología para distribuir masivamente la música reemplazando a los discos de vinilo, dado que no permitían ser grabados en aquella época. Las primeras ideas para crear máquinas grabadoras digitales partieron en la base de las máquinas de cinta magnética existentes, con cabezas multipista y alta velocidad de cinta o cabezales rotativos, como las que usaban las grabadoras de video VHS. Diferentes firmas crearon sistemas de grabación digital sobre cinta magnética, pero los mismos eran muy costosos y fueron vendidos en muy pocas unidades. La calidad del sonido nunca logró ser audiblemente mejor a la de los grabadores profesionales analógicos AMPEX o Studer de 1980, debido fundamentalmente a las limitaciones técnicas de los conversores A/D y D/A usados en aquella época. Tras tres décadas de investigación, los ingenieros y técnicos aun no lograban crear un medio de grabación digital que pudiera desplazar a las grabadoras de cinta analógicas, incluso existió la idea del almacenamiento magneto-óptico del sonido digital, pero también fracaso para crear un equipo que fuera aceptado por los ingenieros de sonido. Solamente el DAT fue empleado por poco tiempo y luego descartado.

### Registro en disco duro de PC

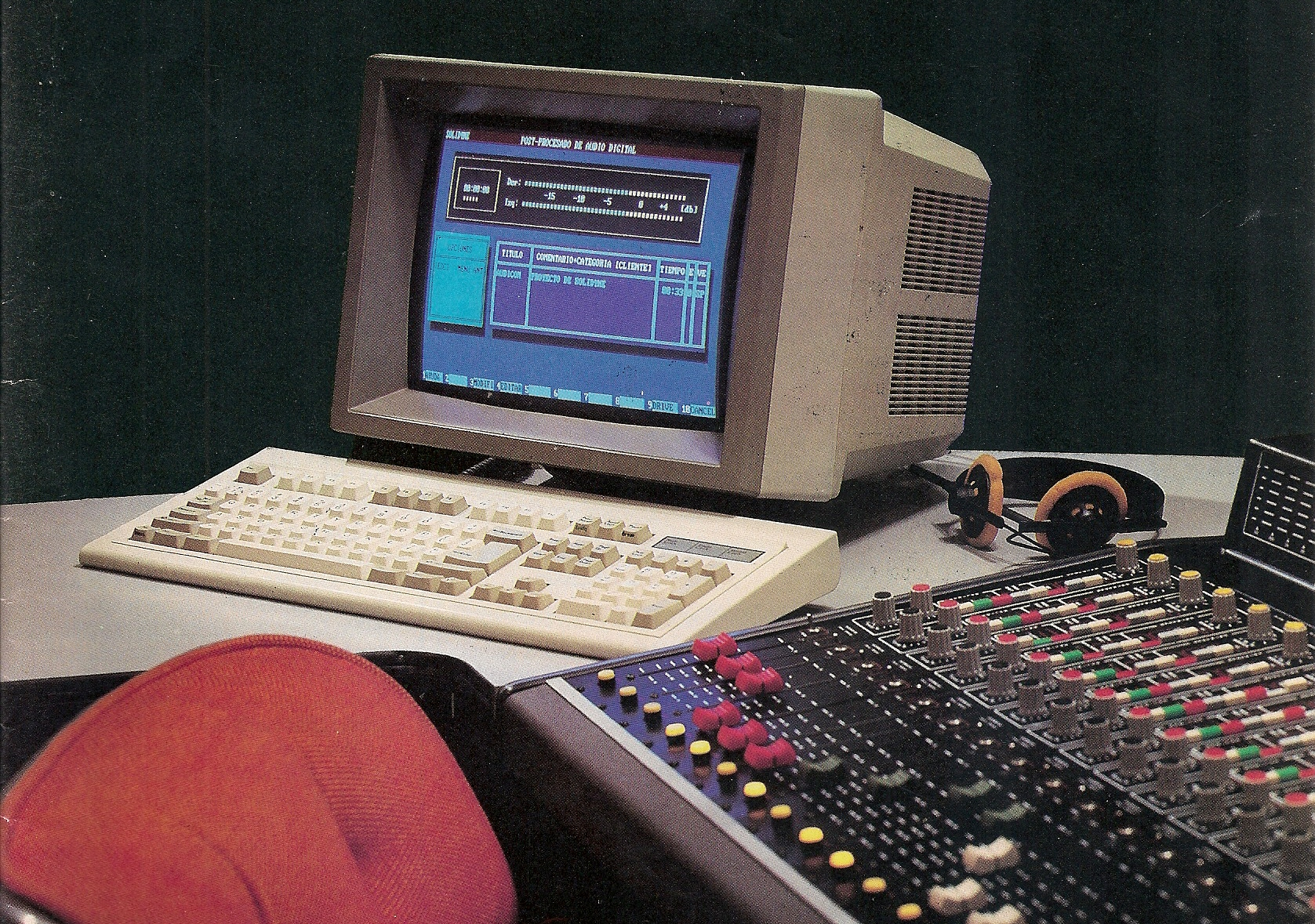
Sistema Audicom, Argentina 1988, primer sistema de grabación digital en PC del mundo.

En forma totalmente independiente de los estudios precedentes surge en Argentina en 1983 la idea de usar a las computadoras personales, como la IBM PC, como una manera de reemplazar a la grabación en cinta magnética. Estas primeras PC tenían precios inferiores a los grabadores de cinta digitales y poseían una unidad de disco duro con una prometedora tecnología de registro magnético digital, con una cabeza grabadora sin contacto físico con la superficie magnética. Sin embargo la posibilidad de usar una PC creada para realizar cálculos (así era en 1983), en aplicaciones de audio era sumamente compleja pues no existían las placas de audio para PC. Tampoco existían conversores A/D ni D/A de alta calidad de sonido. Los discos duros de PC apenas almacenaban 330 MB (seis canciones de un CD), y las IBM PC o sus clones no podían manejar la enorme velocidad de datos del audio estéreo.
Para resolver estos problemas Solidyne financió el proyecto y reunió a un grupo de ingenieros liderados por Oscar Bonello, profesor de la Universidad de Buenos Aires y especialista en electroacústica y psicoacústica. Se optó por ingresar a la PC usando el acceso directo a memoria. Pero para montar todo el sistema en una placa que pudiera conectarse al bus ISA de las antiguas PC, se debía descartar el armado de conversores A/D/A con componentes discretos por su enorme tamaño y consumo de energía. Los conversores de 16 bits en un chip aun no habían sido inventados, por lo que se optó por usar un integrado conversor diseñado para telefonía (que operaba en un rango de 300 a 3400 Hz), y se rediseño los circuitos asociados para lograr que operaran entre 20 y 20 kHz. Pero la velocidad de datos en estéreo de una grabación en CD es de 1,4 millones de bits por segundo. Muy por encima de la velocidad de las primeras PC y de su capacidad de almacenamiento en el disco duro. Este problema de imposible resolución por vías matemáticas fue encarado desde otro punto de vista; la psicoacústica. Era conocido desde 1924 el principio del Enmascaramiento de Bandas Críticas que el oído posee, y que es ocasionado por el movimiento de las cilias dentro de la cóclea en el oído interno. Este principio nunca había tenido aplicación práctica pero Bonello, y su grupo pensaron que dividiendo la señal de audio en varias bandas de frecuencia y estudiando la manera en que a cada instante unas enmascaraban a las otras, era posible omitir la transmisión de la información de audio que no sería escuchada por el oído, pues estaba enmascarada. Cuando en 1983 se iniciaron las pruebas de esta tecnología, era una idea completamente nueva en el mundo del sonido, debieron realizarse centenares de pruebas psicoacústicas con voluntarios desde 18 a 60 años con test ABX de doble ciego hasta obtener un sistema de compresión de datos de audio que se denominó ECAM, que permitía reducir el tamaño de un archivo de audio entre 4 y 16 veces. Esto reducía la velocidad de datos lo suficiente para ser manejado por una PC de esa época.
El sistema de grabación-reproducción en PC obtenido en 1988, tras cinco años de desarrollo, fue denominado Audicom y consistía de una placa ADX922 que ocupaba dos espacios del bus ISA, y que reducía la velocidad de datos antes de ingresar a la PC y los restauraba al reproducir el sonido. Esta invención permitió por primera vez en el mundo usar una conversión de audio digital con reducción del ancho de banda de los datos, lo que conduciría años más tarde  a la realización de streaming, a guardar audio en un pen drive y al almacenamiento de audio en discos sin partes mecánicas SSD. La compresión de datos de audio por reducción de la redundancia psicoacústica basada en el enmascaramiento, es hoy usada por cientos de millones de personas alrededor del mundo. La base teórica del sistema ECAM ha servido posteriormente para otros sistemas con mayor número de bandas como el MP3, el AAC, OPUS, etc.

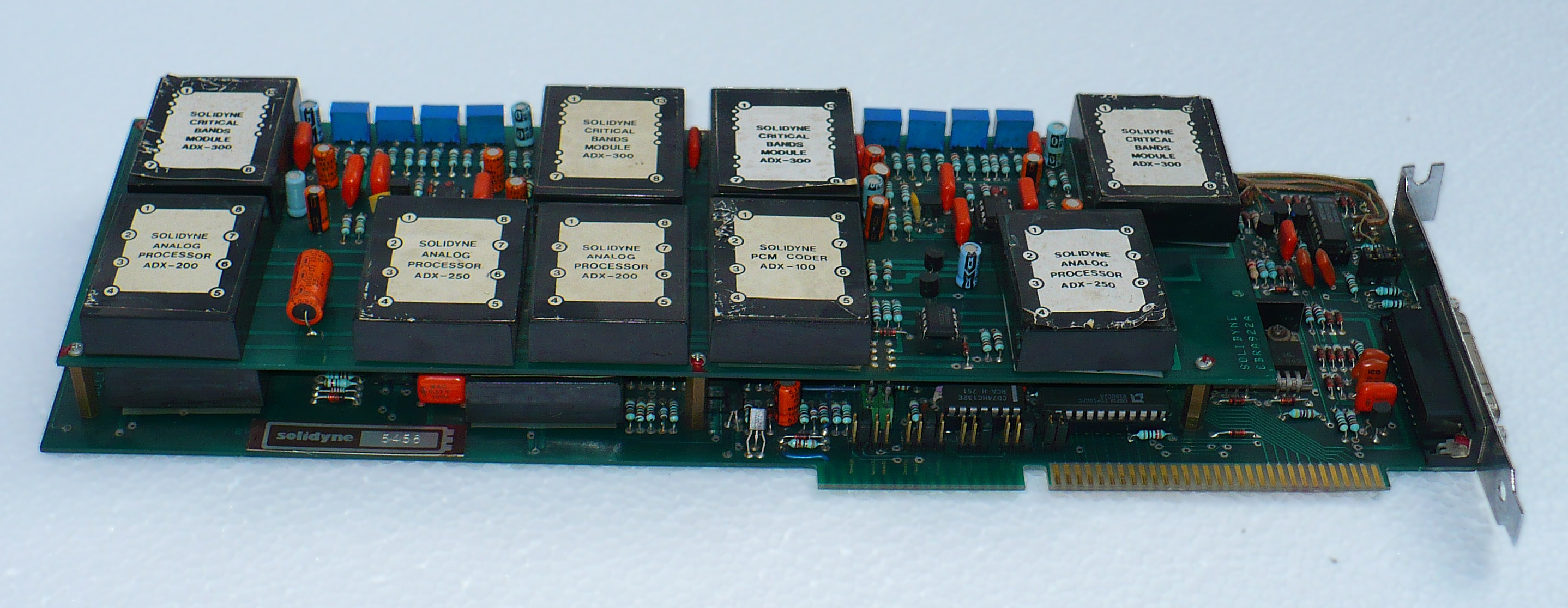
Placa Audicom ADX922 de 1988. Ha sido la primera placa de audio estéreo para PC del mundo. Podía operar con compresión ECAM hasta 16:1.

### Automatización de emisoras de Radio
La primera aplicación del sistema de registro y reproducción, ya tenía un editor digital incorporado que permitía cortar y pegar fragmentos de audio. Se decidió que la primera aplicación de esta tecnología sería en la automatización de estaciones de radio. Esto posibilitó que decenas de miles de pequeñas estaciones de radio FM alrededor del mundo pudieran operar las 24 horas transmitiendo música, y noticias sin tener personal operando en la radio. Esto permitió la creación de miles de radios FM en lugares poco rentables del mundo incluyendo zonas de África, Indonesia y selvas sudamericanas donde antes no existía la radio FM.
Solidyne, la empresa que financió la invención, consideró que este era un invento demasiado importante para el mundo y que por ello no era justo que una sola empresa tuviera las patentes. Por ese motivo decidió declarar la tecnología del Audicom de libre acceso y no solicitar ninguna patente. Para que quedar constancia de la renuncia a patentes publicó internacionalmente un anuncio ofreciendo el producto en el AES Journal, en Nueva York. Esta donación, liberando patentes, posibilitó que en muy poco tiempo todas las radios operaran con computadoras en sus estudios usando software de muy distintas procedencias. A este hecho se agregó muchos años más tarde, el vencimiento de las patentes del MP3 que permitieron hacer muy económico a este sistema de registro del sonido. El software de automatización fue presentado un año más tarde, en 1989 en la Secretaría de Comunicaciones de Argentina. En 1990 fue presentado en la exhibición internacional de radiodifusión de la NAB (Asociación de Radiodifusores de Estados Unidos) en Atlanta, Estados Unidos.

### El reemplazo de los grabadores de cinta magnética
El incremento de la potencia de cálculo de las PC a lo largo de los años y de la capacidad de almacenamiento de los discos duros ha logrado que los estudios de grabación eliminen sus hoy antiguos grabadores de cinta abierta y trabajen con PC's interconectadas en red. De manera que hoy las grabaciones se realizan siempre desde una PC y también se masterizan de la misma manera. También en el hogar los grabadores de casete, DAT o cinta abierta han ido a descansar al museo y son reemplazados por computadoras, ya sean PC de escritorio, Tabletas o teléfonos celulares inteligentes. Hoy la invención de uso libre del Audio en PC ha desplazado a todos los sistemas previamente creados. El manejo y grabación digital del audio  hoy son, por primera vez en la historia, una garantía de conservación eterna del material sonoro que nos rodea. Ya sean las voces humanas, la música,  o los sonidos del ambiente,  estarán para siempre, conservadas con la misma seguridad de fiel reproducción que los relatos de Homero.

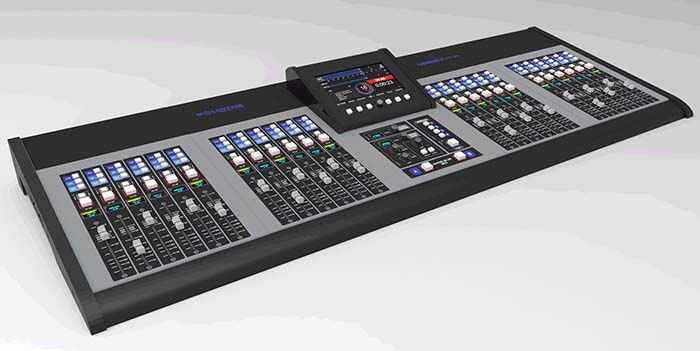
Consola Unidex de 24 canales que permite grabar 8 canales simultáneos en 24 bits PCM mediante conexión USB a la PC en formato ASIO.

Para uso profesional en estudios se trabaja sin compresión de datos generalmente grabando 24 bits lineales con 48 kHz de tasa de muestreo. A su vez las placas de audio son reemplazadas por una conexión digital USB entre la consola de grabación y la PC de manera de que el Audio se digitaliza una sola vez al salir del preamplificador de micrófono. Los bloques de 8 canales grabados pueden convertirse hasta en 32 canales con masterizados sucesivos. Simultáneo con la grabación pueden reproducirse 8 canales en sincronismo para ser mezclados o enviados a los auriculares de los músicos y cantantes.
Este tipo de consolas-grabadoras USB permite realizar múltiples mezclas de instrumentos musicales cambiando su ecualización y procesado del sonido, operación conocida como masterizado . No importa cuantas veces se realice esta operación,  la calidad del sonido será siempre perfecta pues a diferencia de la grabación analógica el sonido nunca se degrada mientas se lo mantenga siempre en formato digital.

## Formatos físicos digitales
La era digital fue un cambio muy radical para el registro del sonido. En esta etapa se dio una revolución ya que en este momento los costes de grabación se reducirían, entre otras cosas, también se debe destacar que tanto el registro como la reproducción del audio digital en comparación al analógico hace que se reduzca el tamaño del soporte grabado. Ahora la reproducción se torna más simple además casi todos los dispositivos digitales al igual que los soportes de almacenamiento de audio tienden a tener mayor vida útil. Los soportes de audio ahora tienen más duración y mejor calidad. Si bien al principio del surgimiento de los medios digitales (solo para la reproducción) eran muy costosos y la gente tardo en adaptarse a los mismos, en unos pocos años el medio digital desplazó a los antiguos discos de vinilo. Años más tarde el surgimiento de grabadores y reproductores digitales desplazaron al casete. Sony anunció en 2010 que dejara de producir los reproductores de casete Walkman.

### Laserdisc

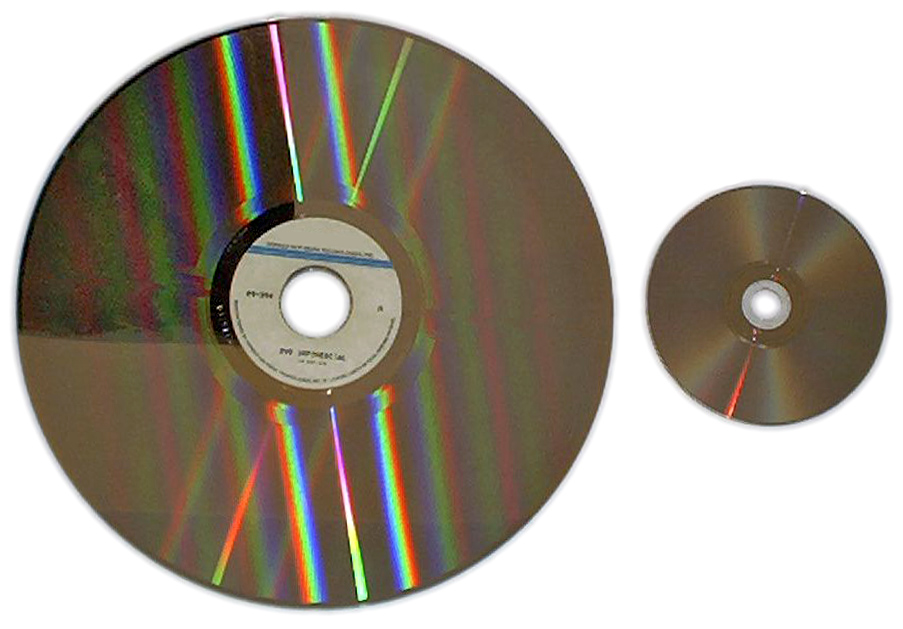
Un Laserdisc (izquierda) en comparación con un DVD (derecha).

El Laserdisc salió a la venta el 15 de diciembre de 1978, dos meses después aparecieron en el mercado las primeras cintas VHS y cinco años después apareció el CD basado en la tecnología del Laserdisc. Aunque surgió en 1978, el invento fue patentado en 1961, y antes de 1969 Philips había desarrollado un disco de vídeo de modo reflexivo que tenía grandes ventajas sobre el transparente.
La cooperación de Philips y MCA Records no tuvo éxito y se interrumpió después de algunos años. Varios de los científicos responsables de la investigación inicial como Richard Wilkinson, Ray Deakin y John Winslow fundaron Optical Disc Corporation (hoy ODC Nimbus), compañía que es hoy en día el líder mundial en discos ópticos.

### Disco compacto (CD)

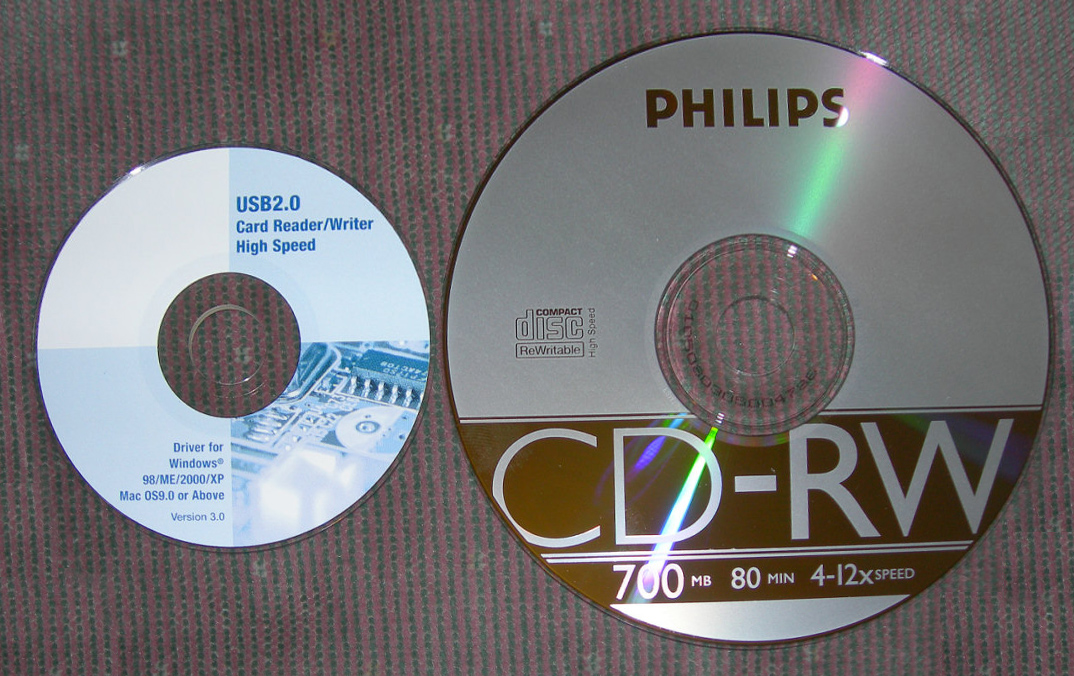
Mini CD y disco compacto.

Las primeras aproximaciones a lo que hoy en día se conoce como disco compacto se realizaron a finales de la década de 1970. Durante esta época aparecieron diversos sistemas de videodisco de lectura mecánica y capacitiva, pero de estos prototipos el único que ha persistido hasta la actualidad ha sido el videoscopio óptico, mayormente conocido ahora como Laser Vision. Los primeros prototipos de tocadiscos Laser Vision (nada que ver con los reproductores de discos de vinilo) aparecieron en los laboratorios alrededor de los años 1970 y en los años siguientes varias empresas como Philips, Disco Vision y Pioneer, invirtieron para desarrollar un producto viable que se presentó en 1978.
El disco compacto (en inglés Compact Disc) fue creado por el holandés Kees Immink de Philips y el japonés Toshitada Doi de Sony, en 1979. Al año siguiente los desarrolladores del nuevo sistema de audio digital normalizaron la duración a más de 70 minutos, hecho que se debe al deseo de poder grabar la Sinfonía n.º 9 de Beethoven sin ningún corte o sin dividirla en dos discos. Se comenzaron a comercializar discos compactos pero las ventas no tuvieron éxito por la depresión económica de aquella época. Entonces decidieron abarcar el mercado de la música clásica de mayor calidad. Comenzaba el lanzamiento del nuevo y revolucionario formato de grabación audio.
El sistema óptico fue desarrollado por Philips, mientras que la lectura y codificación digital fue desarrollada por Sony. Se lanzó en junio de 1980 a la industria y se adhirieron al nuevo producto cuarenta compañías de todo el mundo mediante la obtención de las licencias correspondientes para la producción de reproductores y discos. 
Fue el director de orquesta Herbert von Karajan que en 1981 convencido del valor de los discos compactos, los promovió durante el famoso festival de Salzburgo y desde ese momento empezó su éxito. Una de las primeras pruebas con un CD fue una grabación en Langenhagen cerca de Hannover, Alemania. El disco tenía una grabación de la Sinfonía Alpina, obra de Richard Strauss, interpretada por la Orquesta Filarmónica de Berlín, conducida por el propio Herbert von Karajan. Sin embargo el primer CD manufacturado fue el álbum de estudio de 1981 The Visitors del conjunto ABBA, el 17 de agosto de 1982. En Japón se lanzaron los primeros 50 títulos en el nuevo formato el 1 de octubre de 1982, siendo el álbum 52nd Street de Billy Joel el primero de todos. La producción de discos compactos se centralizó durante varios años en los Estados Unidos y Alemania desde donde eran distribuidos a todo el mundo, ya entrada la década de 1990 se instalaron fábricas en diversos países.
El diámetro de la perforación central de los discos compactos fue determinado en 15 mm, ya que los creadores se inspiraron en el diámetro de la moneda de 10 centavos de Florín neerlandés. En cambio el diámetro de los discos compactos, que es de 12 cm o 120 mm corresponde a la anchura de los bolsillos superiores de las camisas para hombres, porque según la filosofía de Sony, todo debía caber allí.
Además del CD durante la primera década del siglo XXI se desarrollaron varios formatos digitales, con más duración y calidad, tales como el formato mp3 y wav, o los soportes DVD y blu ray. Además se inventaron varios reproductores autónomos como el iPod de Apple, el cual, es el reproductor autónomo más vendido.

### Cinta de audio digital
A mediados de 1980 Sony desarrolló el primer sistema de casete digital, conocido como DAT (por sus siglas en inglés Digital Audio Tape). Este casete digital utiliza cinta magnética de 4 mm, encapsulada en una carcasa protectora, pero es aproximadamente la mitad del tamaño con 73 mm de largo por 54 mm de ancho por 10,5 mm de grosor del casete. Como su nombre lo indica la grabación se realiza de forma digital en lugar de analógica. Las características de grabación lo hacían una alternativa superior en calidad al disco compacto.
Como muchos formatos de vídeo casete, un casete DAT sólo puede ser grabado por un lado, a diferencia de un casete de audio análogo compacto.

### MiniDisc
El MiniDisc, minidisc o MD, es un disco magneto-óptico desarrollado entre 1982 y 1987 en un laboratorio de Audio y vendido desde 1992 hasta 2013 por la multinacional de origen japonés Sony (y otros fabricantes), de menor tamaño que el CD convencional y mayor capacidad de almacenamiento y menor calidad de Audio. La compañía japonesa anunció que detendría la distribución del dispositivo a partir de marzo de 2013, debido a su baja demanda.
El formato Minidisc nació fundamentalmente en 1997 para sustituir a los viejos casetes vírgenes para grabación casera de música y ofrecer un medio de grabación digital editable.
Es un disco magneto-óptico de pequeñas dimensiones (7cm × 6,75cm × 0,5cm) y regrabable, de almacenamiento magneto-óptico diseñado inicialmente para contener hasta 80 minutos de audio digitalizado.

### Casete compacto digital
El casete compacto digital, o Digital Compact Cassette en inglés (DCC), fue un formato de cinta magnética de audio, de casete compacto, con base de óxido de cromo, que se utiliza como soporte para la grabación magnética digital y en la reproducción de sonido presentado por las empresas Philips y Matsushita al final de 1992 y comercializado como el sucesor del casete analógico convencional. Fue también competidor del formato MiniDisc de Sony. Otro formato competidor, la cinta de audio digital (DAT) había fracasado en 1992. DCC compartió un factor de forma similar a los casetes analógicos. Los equipos de DCC podían reproducir cualquier tipo de casete convencional. Esta compatibilidad permitió a los usuarios adoptar la grabación digital sin necesidad de generar sus colecciones obsoletas de cintas existentes.

### MP3

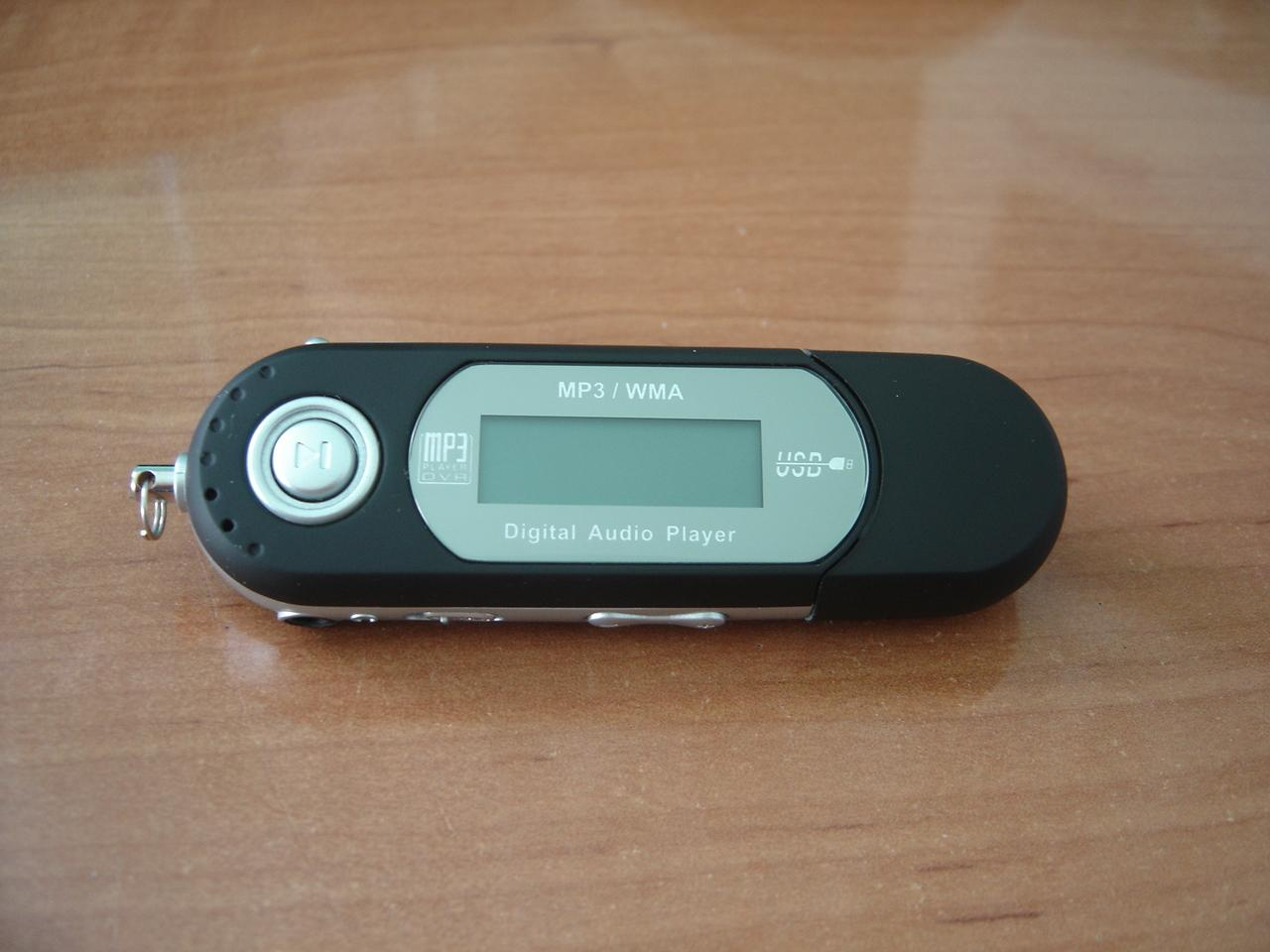
La reducción del tamaño de los reproductores de mp3 comparada con la de los walkman y discman, era muchísimo menor, haciéndolo más cómodo para el usuario.

La tecnología del formato de audio mp3 fue desarrollada en Alemania por tres científicos del instituto tecnológico de Fraunhofer, Karlheinz Brandenburg director de tecnologías, Popp y Gril, en Ilemenau en el año 1986. Más tarde en 1992 la Moving Picture Experts Group (de allí la siglas MPEG), aprobó oficialmente la tecnología. Pero no fue hasta julio de 1995 cuando Brandenburg usó por primera vez la extensión mp3 para los archivos relacionados con el mp3 que guardaba en su ordenador. Un año después su instituto ingresaba en concepto de patentes 1 200 000 de euros. Diez años más tarde esta cantidad ha alcanzado los 26 100 000 euros.
El formato mp3 se convirtió en el estándar utilizado por la compresión de audio de alta calidad (con pérdida en equipos de alta fidelidad), gracias a la posibilidad de ajustar la calidad de la compresión, proporcional al tamaño por segundo y por tanto el tamaño final del archivo, que podía llegar a ocupar 12 e incluso 15 veces menos que el archivo original sin comprimir. Fue el primer formato de compresión de audio popularizado gracias a Internet ya que hizo posible el intercambio de ficheros musicales. Los procesos judiciales contra empresas como Napster y AudioGalaxy son resultado de la facilidad con que se comparten este tipo de ficheros.
Al principio el formato mp3 se utilizaba por su difusión en redes de intercambio de música como Internet. Pero más tarde cuando los reproductores de mp3 se hicieron más populares el público empezó a conocer más este formato y sus ventajas, con dichos reproductores y la versatilidad de Internet se estandarizó en la sociedad.
Tal fue su penetración en el mercado que a partir de 2003 comenzaron a producirse a mayor escala algunos autoestéreos, discmans, minicomponentes y reproductores basados en memoria flash así como en disco duro. Como se menciona anteriormente el público comenzó a conocer la versatilidad del formato lo cual hizo que en pocos años el precio de los reproductores se redujera, así como también la aparición de los teléfonos celulares que podían reproducir tonos y canciones en dicho formato, en esta misma etapa también aparece por primera vez el reproductor iPod, el cual vio catapultado su éxito gracias a su segunda generación que permitía instalarse en Windows, y después con las mejoras como reproducción de podcasts, imágenes, video y demás funciones hizo que este gadget se volviera un referente aún hoy en día, todo esto sirvió para que Apple por fin decidiese sacar al mercado el primer iPhone, el cual tuvo un relativo éxito comercial el cual ha venido aumentando con el pasar de los años.

### Disco Blu-ray

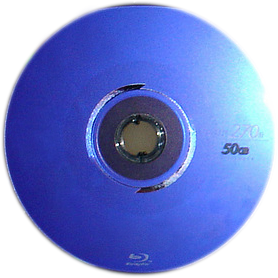
El disco Blu-ray de cuatro capas tiene una capacidad de 100 Gigabyte, el logro más grande en un soporte de grabación.

El disco Blu-ray empezó a desarrollarse a partir del 19 de mayo de 2005 cuando TDK anunció un prototipo de disco blu-ray de cuatro capas de 100 Gigabyte. Mientras que Hitachi anunció el 3 de octubre de 2007 que había desarrollado un prototipo de BD-ROM de 100 GB que a diferencia de la versión de TDK y Panasonic, era compatible con los lectores disponibles en el mercado y solo requerían una actualización de firmware. Hitachi también comentó que está desarrollando una versión de 200 GB. Pero el reciente avance de Pioneer le permitió crear un disco blu-ray de 20 capas con una capacidad total de 500 GB, aunque no sería compatible con las unidades lectoras ya disponibles en el mercado, como haría Hitachi. Estos discos se usaron para la consola de videojuegos PlayStation 3. Los discos blu-ray incorporan cinco sistemas anticopia: AACS, BD+ y Rom Mark, SPDG e ICT.

### Música ystreaming
A fines de la década de 2000 surgió una nueva forma de consumo multimedia,  el streaming, consiste en una nueva y novedosa forma de distribución digital de contenido multimedia (sea música o películas) a través de una red de computadoras, de manera que el usuario utiliza el producto a la vez que se descarga. El streaming ha dejado de lado el uso de formatos físicos como el CD y DVD para el consumo masivo, aunque también formatos analógicos antiguos como el disco de vinilo y en menor medida los casetes compactos, han visto un notable resurgimiento. Debido a su éxito, han proliferado varias plataformas que le permiten al usuario acceder a una amplia gama de catálogos musicales, entre ellas se encuentran: iCloud, Google Play Music, One Drive, Sound Cloud; y Spotify.